# 白子宿 (川越街道)
白子宿（しらこじゅく）は、川越街道（川越児玉往還）にあった宿場。現在の埼玉県和光市白子にあたる。

## 概要
現在の川越街道旧道と白子川が出会う場所から熊野神社までが中心部と推測される（白子2丁目）。豊富な湧き水を利用した酒造が盛んであった。
元々白子（シラコ）は「新羅」の転訛で、渡来人らが開いた土地とされ、古代からこの辺り一帯の中心地であったと推測されている。川越街道がこの地に宿場に置いたのも、自然発生的な結果であろう。
しかし並走するように北側に東武鉄道が開通すると成増駅と和光市駅周辺に賑わいは移り、現在は和光市の町名に残るのみとなっている。当時の面影を残すものは熊野神社や富沢家などを除いてほとんどない。

## 隣の宿
川越児玉往還
下練馬宿 - 白子宿 - 膝折宿

## 関連文献
- 「下白子村 小名 白子宿」『新編武蔵風土記稿』 巻ノ134新座郡ノ6、内務省地理局、1884年6月。NDLJP:763996/76。